# 阿川甲一
阿川 甲一（あがわ こういち、1870年（明治3年）11月 - 1948年（昭和23年）6月）は、日本の実業家。満洲阿川組社長、長春倉庫運輸株式会社社長、長春日本人商工会議所会頭などを務めた。
作家阿川弘之の父で、法学者阿川尚之、エッセイスト阿川佐和子の祖父。

## 経歴
山口県美祢郡伊佐村（現美祢市伊佐町）の農家に生まれる。父は阿川利七（阿川家の7代目）、母はのし。阿川家について阿川弘之によると「我が阿川家からは、朱子学蘭学を学んだ者も、勤皇の志士も、郷土史に名を残すほどの篤農家も出てゐないらしい。要するに代々平々凡々たる中くらゐの自作農であつたと思はれる」という。甲一は8代目を継ぐ立場だったが、数え20歳になって早々、代言人（いまの弁護士）を志して郷里をはなれ、家督を甥の太七に譲る。
1891年、関西法律学校（関西大学の前身）卒業。1893年、和佛法律学校（法政大学の前身）卒業。帝国議会開会中、東京通信社社員となり、議事報告に従事する。ウラジオストックへ渡って露語を研究する。
1894年、シベリアで鉄道建設工事を請負う。1897年に鉄道建設作業が終わり、ハバロフスクに移り住む。ドイツ人商人ゲーツマンに見込まれ、食料雑貨毛皮販売ゲーツマン商会の会計事務を取扱う。月給75ルーブルの番頭の地位を得る。
1899年にはゲーツマン商会を辞し、満州へ入ってハルビンに居を定め、写真店を開業する。1900年東清鉄道のロシア人技師長と契約を交して日本人の石工を提供し、松花江に架る鉄橋の礎石建設工事を請負う。在留日本人惣代、民会長の役に就く。
1901年、帰朝。8年に及んだ大陸生活を一旦打ち切って大阪へ帰る。1904年には日露戦争が勃発し、文官通訳官として満州の戦線へ出る。戦後、長春に土木建築請負業阿川組 を設立。
1920年、満州での事業を支配人にまかせて引退する。満州時代の友人が「酒が佳くて魚は新鮮、野菜が豊富、隠居暮しには最適の城下町」と広島転住を勧めるので、大阪の家をたたみ広島へ居を移す。

## 家族・親族

### 阿川家
（山口県美祢市伊佐町、広島県広島市中区白島九軒町、神奈川県横浜市、東京都）
- 妻・キミ（大阪府、刀剣・骨董商・石井定次郎の娘）
- 庶子・幸寿（満鉄社員、満州国官吏）
- 長男・弘之（作家）
- 長女・静栄（岐阜県、満鉄社員川上喜三に嫁す）
- 次女・公子
- 孫・尚之（弘之の長男）
- 孫・佐和子（弘之の長女）
  - 佐和子の下にもう2人の孫（次男と三男。それぞれ一般人）がいる。